# Muragācha
Muragācha är en ort i Indien.   Den ligger i distriktet Nadia och delstaten Västbengalen, i den östra delen av landet, 1 300 km sydost om huvudstaden New Delhi. Muragācha ligger 19 meter över havet och antalet invånare är 10 324.
Terrängen runt Muragācha är mycket platt. Runt Muragācha är det mycket tätbefolkat, med 1 135 invånare per kvadratkilometer. Närmaste större samhälle är Nabadwip, 14,6 km söder om Muragācha. Trakten runt Muragācha består till största delen av jordbruksmark.